# Contea di Hengdong
La contea di Hengdong (衡东县S, Héngdōng XiànP) è una contea della Cina, situata nella provincia di Hunan e amministrata dalla prefettura di Hengyang.